# Renato Paratore
Renato Paratore (Roma, 14 dicembre 1996) è un golfista italiano.
È un golfista professionista militante nel Challenge Tour.

## Biografia

### Carriera dilettantistica
Renato inizia a giocare all’età di 8 anni con la madre, ispirato da un amico di famiglia; presto scopre di avere un talento naturale, colpendo sotto par a soli 13 anni.
Da dilettante, ha raggiunto il suo primo successo accedendo ai quarti di finale dell'Amateur Championship al Royal Cinque Ports, nel 2013.
Tra il 2013 e il 2014 esplode e vince numerosi tornei: il Junior Orange Bowl di Miami, il Portuguese Amateur Championship, il Trofeo Internazionale Umberto Agnelli, il Campionato Italiano Amatoriale, e il torneo dei giochi olimpici giovanili estivi. Ha inoltre partecipato due volte alla Junior Ryder Cup(di cui è testimonial per l'Europa).
Nel novembre del 2014, all'età di 17 anni, Renato Paratore diventa il terzo giocatore più giovane nella storia della Qualifying School a riscattare una card per l'European Tour (nel Catalunya Resort), vincendo inoltre il PGA Championship italiano qualche giorno dopo.

### Carriera da professionista
Renato fa il suo debutto nello European Tour il 14 dicembre 2014, all'Alfred Dunhill Championship (Malelane, Sudafrica), dove conclude ventiseiesimo. Il primo segnale di grandi doti tecniche lo da nella stessa stagione, la sua prima tra i professionisti, il 3 luglio 2015: all'Alstom Open di Francia infatti Renato diventa il primo giocatore nella storia del Tour a chiudere tutte le buche in 4 colpi. Prendendo confidenza con il professionismo, ed il torneo, Paratore chiude la sua prima stagione al 109º posto, qualificandosi per l'anno successivo, entrando una volta nei primi 10 ed andando a premi 14 volte su 30 gare disputate.
Il 2016 è un anno di assestamento: su 33 tornei disputati entra tre volte nei migliori 10, andando a premi 24 volte ed portando la sua posizione media (per torneo) al cinquantesimo posto. Conclude così l'anno come numero 57 nel ranking del Tour e numero 115 al mondo.
Il 2017 è l'anno della consacrazione; nonostante risultati altalenanti, che lo porteranno a chiudere la stagione al settantatreesimo posto nell'European Tour e al centosessantesimo nel ranking mondiale, il 4 giugno 2017 Renato sigla un nuovo primato: all'età di vent'anni vince il suo primo torneo nell'European Tour, aggiudicandosi il Nordea Masters disputato sul campo del Barsebäck Golf & Country Club, in Svezia.
In queste prime annate da professionista si è messo talmente in mostra, grazie alle sue ottime doti sportive, da diventare testimonial non solo della Ryder Cup di Roma 2022 ma anche della Junior Ryder Cup di Disneyland 2018.
Nel mese di aprile 2025 ha conquistato due tornei consecutivamente nel Challenge Tour, ipotecando una delle carte per partecipare al DP World Tour del 2026.

## Vita privata
Nipote del latinista Ettore Paratore e figlio del geografo Emanuele Paratore (per anni entrambi docenti alla Sapienza di Roma), vive a Dubai.

## Vittorie professionali (5)

### European Tour vittorie (2)
| Legenda                      |
| ---------------------------- |
| Tornei Major (0)             |
| World Golf Championships (0) |
| Flagship eventi (0)          |
| Rolex Series (0)             |
| Altri European Tour (2)      |

| Nr. | Data           | Torneo                  | Punteggio             | Margine | Secondo classificato         |
| --- | -------------- | ----------------------- | --------------------- | ------- | ---------------------------- |
| 1   | 4 giugno 2017  | Nordea Masters          | −11 (68-72-71-70=281) | 1 colpo | Matt Fitzpatrick, Chris Wood |
| 2   | 25 luglio 2020 | Betfred British Masters | −18 (65-66-66-69=266) | 3 colpi | Rasmus Højgaard              |

European Tour playoff record (0–1)
| No. | Year | Tournament                  | Opponents                       | Result |
| --- | ---- | --------------------------- | ------------------------------- | --- |
| 1   | 2019 | AfrAsia Bank Mauritius Open | Rasmus Højgaard, Antoine Rozner | Højgaard ha vinto con un eagle alla terza extra buca Paratore eliminato dopo un birdie alla prima extra buca |

### Challenge Tour vittorie (2)
| Nr. | Data           | Torneo              | Punteggio             | Margine | Secondo classificato                  |
| --- | -------------- | ------------------- | --------------------- | ------- | ------------------------------------- |
| 1   | 13 aprile 2025 | UAE Challenge       | −22 (69-68-64-65=266) | 2 colpi | J. C. Ritchie                         |
| 2   | 20 aprile 2025 | Abu Dhabi Challenge | −17 (69-63-65-66=263) | 1 colpo | Sebastián García Rodríguez, David Law |

### Italian Pro Tour vittorie (1)
| Nr. | Data             | Torneo                             | Punteggio             | Margine | Secondo classificato |
| --- | ---------------- | ---------------------------------- | --------------------- | ------- | -------------------- |
| 1   | 30 novembre 2014 | Italian National Open Championship | −10 (71-71-70-62=274) | Playoff | Andrea Pavan         |